# Langhe di Spigno Monferrato
Langhe di Spigno Monferrato este o arie protejată (arie specială de conservare — SAC, sit de importanță comunitară — SCI) din Italia întinsă pe o suprafață de 2.512 ha, integral pe uscat.

## Localizare
Centrul sitului Langhe di Spigno Monferrato este situat la coordonatele 44°30′32″N 8°17′38″E / 44.508752°N 8.293763°E.

## Înființare
Situl Langhe di Spigno Monferrato a fost declarat sit de importanță comunitară în septembrie 1995 pentru a proteja 2 specii de plante și 5 specii de animale. Situl a fost protejat și ca arie specială de conservare în mai 2017.

## Biodiversitate
Situată în ecoregiunea continentală, aria protejată conține 3 habitate naturale: Păduri de Castanea sativa, Râuri de munte și vegetația lor lemnoasă cu Salix elaeagnos, Pajiști uscate seminaturale și facies de acoperire cu tufișuri pe substraturi calcaroase (Festuco-Brometalia) (* situri importante pentru orhidee).
La baza desemnării sitului se află mai multe specii protejate:
- plante (2): Gladiolus palustris, Himantoglossum adriaticum
- păsări (4): Alectoris rufa, caprimulg (Caprimulgus europaeus), sfrâncioc roșiatic (Lanius collurio), ciocârlie de pădure (Lullula arborea)
- nevertebrate (1): Oxygastra curtisii

Pe lângă speciile protejate, pe teritoriul sitului au mai fost identificate 4 specii de plante, 4 specii de amfibieni, 2 specii de mamifere, 8 specii de reptile.